# Rita Repulsa
Rita Repulsa er en fiktiv figur fra den amerikanske tv-serie Mighty Morphin Power Rangers spillet af den japanske skuespillerinde Machiko Soga. Karakteren er baseret på Kyōryū Sentai Zyuranger-superskurken Bandora Heksen. Børnekanalen Jetix (tidligere Fox Kids) havde i 2006 en seer-afstemning kørende om den ondeste skurk fra Power Rangers, hvor Rita Repulsa blev valgt som nummer et.
I Power Rangers: Mystic Force fra 2006 ses det, at Rita er blevet til Mystic Mother (stadig spillet af Machiko Soga i den japanske version, Magiranger) hvor hun er kejserinde af al god magi. I den 31. episode af Mystic Force refereres der til, at Mystic Mother engang var kendt som Rita i 'de mørke tider'.